# متفاوت مثل من (فیلم)
متفاوت مثل من (به انگلیسی: Same Kind of Different as Me) فیلمی محصول سال ۲۰۱۷ و به کارگردانی مایکل کارنی است. در این فیلم بازیگرانی همچون گرگ کینر، رنی زلوگر، جایمن هانسو، جان ویت، اولیویا هولت، دانیل زاکاپا، توماس فرانسیس مورفی ایفای نقش کرده‌اند.